# پرتلند (آرکانزاس)
پرتلند (آرکانزاس) (به انگلیسی: Portland, Arkansas) یک شهر در ایالات متحده آمریکا با جمعیت ۴۳۰ نفر است که در آرکانزاس واقع شده‌است.

## موقعیت جغرافیایی
موقعیت جغرافیایی شهرها و مناطق اطراف به شرح زیر است: